# تأثير نوفايا زيمليا

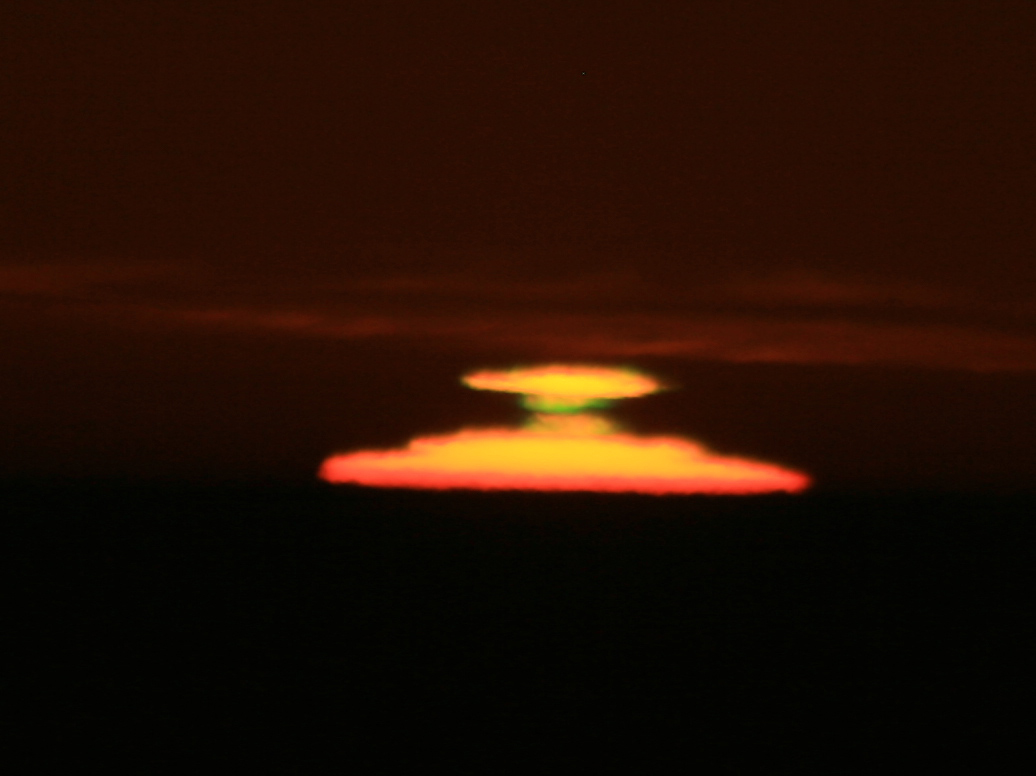
تأثير نوفايا زيمليا: تشوه الصورة نتيجة السراب.

تأثير نوفايا زيمليا هو سراب قطبي ناجم عن انكسار شديد لأشعة الشمس بين طبقات الغلاف الجوي المتدرجة حراريًا. سيعطي تأثير نوفايا زيمليا الانطباع بأن الشمس تشرق قبل موعدها المُقدّر لها (فلكيًا). تحت تأثير نوفايا زيمليا، وبحسب حالة الطقس، تظهر الشمس في صورة خطية أو مربعة (التي يُشار إليها أحيانًا باسم «الشمس المستطيلة»)، فتعطي شكل أقرب إلى شكل الساعة الرملية. يتطلب ظهور السراب أن تنعكس أشعة الشمس لمئات الكيلومترات (لا تقل عن 400 كم)، واعتمادًا على التدرج الحراري، حيث ينحني ضوء الشمس فوق تقوّس الأرض لمسافة لا تقل عن 400 كم لتسمح برؤية قرص الشمس أعلى من موضعه بخمس درجات.
كان أول من قام بتسجيل هذه الظاهرة جيريت دي فير أحد أعضاء حملة ويليام بارنتز الثالث المشؤومة في المنطقة القطبية الشمالية سنتي 1596-1597 م. تحت حصار الجليد، اضطر أعضاء الحملة إلى قضاء فصل الشتاء في كوخ خشبي مؤقت على أرخبيل نوفايا زيمليا وتحمل الليل القطبي. في 24 يناير 1597 م، إدعى دي فير وفرد آخر من الطاقم أنهما شاهدا الشمس تظهر فوق الأفق، قبل أسبوعين كاملين من عودتها المُقدّرة. لم يُصدّق باقي الطاقم ما قالوه حيث اتهموا دي فير باستخدام التقويم اليولياني القديم بدلاً من التقويم الميلادي الذي استُحدث قبل سنوات. وبعد ثلاثة أيام في يوم 27 يناير، ظهرت الشمس أما الجميع في كامل استدارتها. ظلت تلك القصة لقرون محل شك، حتى تم إثبات الظاهرة في القرن العشرين.
خلال حملة إرنست شاكلتون الاستكشافية في القارة القطبية الجنوبية (1914-1917)، لاحظ شاكلتون شروق الشمس في 8 مايو 1915 م، بعد سبعة أيام فقط من غروبها وبداية الشتاء القطبي، ثم عادت للشروق مرة أخرى في 26 يوليو من نفس العام. حاول العديد من العلماء تفسير الظاهرة وفهم آليتها عملها، لا سيما ألفريد فيغنر الذي شيد محاكاة للغلاف الجوي بانعكاساته الكاملة. ثم قام جوزيف بيرنتر وفرانز سيرافين إكسنر بتحليل ظاهرة الانكسار في الغلاف الجوي باستخدام نماذج فيغنر لشرح تأثير نوفايا زيمليا.
حاول عالم الأرصاد الجوية السويدي غوستا هيلمار ليليكيست باستخدام نموذج فيغنر لتفسير الظاهرة نوعيًا بعد أن لاحظ الظاهرة في يوليو سنة 1951 م، أثناء تواجده في محطة مودهيم في القارة القطبية الجنوبية، إلى أن فسّر الهولندي فيسر الظاهرة وعلّل سبب وجود مدى طويل جدًا من الانكسارات.

## وصلات خارجية
- Information and images